# Траоре, Шака
Шака́ Траоре́ (фр. Chaka Traorè; родился 23 декабря 2004, Аттекубе) — ивуарийский футболист, вингер итальянского клуба «Милан».

## Клубная карьера
Воспитанник итальянского клуба «Парма». В основном составе «крестоносцев» дебютировал 21 января 2021 года в матче Кубка Италии против «Лацио». 10 апреля 2021 года дебютировал в итальянской Серии A в игре против «Милана», выйдя на замену Андреа Конти. Стал первым игроком 2004 года рождения, сыгравшим в итальянской Серии A.
В августе 2021 года Траоре стал игроком того же «Милана» — клубу понравилось выступление игрока в очной встрече с «Пармой» и было принято решение подписать молодого футболиста в молодёжную команду.

## Достижения
«Милан»
- Обладатель Суперкубка Италии: 2024